# Cuca (ur. 1991)
Carlos Miguel Pereira Fernandes znany jako Cuca (ur. 9 stycznia 1991 w Lizbonie) – kabowerdeński piłkarz grający na pozycji defensywnego pomocnika. Od 2023 jest zawodnikiem klubu União Leiria.

## Kariera klubowa
Swoją karierę piłkarską Cuca rozpoczynał w 2004 roku w juniorach klubu AD Oeiras. W 2009 roku awansował do pierwszej drużyny i w sezonie 2009/2010 zadebiutował w niej w czwartej lidze portugalskiej. W sezonie 2011/2012 awansował z nim do trzeciej ligi. W latach 2013–2015 grał w trzecioligowym SU 1º de Dezembro, a w sezonie 2015-2016 - w drugoligowym cypryjskim klubie Omonia Aradipu. W latach 2016–2018 był zawodnikiem trzecioligowego FC Felgueiras.
Latem 2018 Cuca został piłkarzem drugoligowego CD Mafra. Swój debiut w nim zanotował 23 września 2018 w zwycięskim 4:1 wyjazdowym meczu z GD Estoril Praia. W CD Mafra spędził trzy sezony.
W 2021 roku Cuca został zawodnikiem Casa Pia AC. Swój debiut w nim zaliczył 3 stycznia 2022 w zwycięskim 2:0 wyjazdowym spotkaniu z UD Vilafranquense. W sezonie 2021/2022 awansował z Casa Pia do pierwszej ligi. Grał w nim również w sezonie 2022/2023.
Latem 2023 Cuca przeszedł do drugoligowego União Leiria. Zadebiutował w nim 19 sierpnia 2023 w wygranym 3:1 domowym meczu z Benfiką B.
| Sezon   | Klub              | Kraj       | Rozgrywki                 | Mecze | Bramki |
| ------- | ----------------- | ---------- | ------------------------- | ----- | ------ |
| 2009/10 | AD Oeiras         | Portugalia | IV liga                   | 1     | 0      |
| 2010/11 | AD Oeiras         | Portugalia | IV liga                   | 30    | 1      |
| 2011/12 | AD Oeiras         | Portugalia | IV liga                   | 32    | 0      |
| 2012/13 | AD Oeiras         | Portugalia | Liga 3                    | 29    | 1      |
| 2013/14 | SU 1º de Dezembro | Portugalia | Liga 3                    | 28    | 0      |
| 2014/15 | SU 1º de Dezembro | Portugalia | Liga 3                    | 29    | 1      |
| 2015/16 | Omonia Aradipu    | Cypr       | Protathlima B’ Kategorias | 25    | 2      |
| 2016/17 | FC Felgueiras     | Portugalia | Liga 3                    | 32    | 0      |
| 2017/18 | FC Felgueiras     | Portugalia | Liga 3                    | 29    | 0      |
| 2018/19 | CD Mafra          | Portugalia | Liga Portugal 2           | 29    | 0      |
| 2019/20 | CD Mafra          | Portugalia | Liga Portugal 2           | 12    | 0      |
| 2020/21 | CD Mafra          | Portugalia | Liga Portugal 2           | 28    | 0      |
| 2021/22 | Casa Pia AC       | Portugalia | Liga Portugal 2           | 3     | 0      |
| 2022/23 | Casa Pia AC       | Portugalia | Primeira Liga             | 20    | 0      |
| 2023/24 | União Leiria      | Portugalia | Liga Portugal 2           | 15    | 1      |

## Kariera reprezentacyjna
W reprezentacji Republiki Zielonego Przylądka Cuca zadebiutował 8 czerwca 2021 w przegranym 0:2 towarzyskim meczu z Senegalem, rozegranym w Thiès. W 2024 roku został powołany do kadry na Puchar Narodów Afryki 2023. W tym turnieju zagrał w dwóch meczach grupowych: z Mozambikiem (3:0) i z Egiptem (2:2).